# Установка фракціонування у Равенні
Установка фракціонування у Равенні – підприємство нафтохімічної галузі у італійському місті Равенна, яке спеціалізується на роботі з фракцією С4.
З отриманої морським шляхом від крекінг-установок у Пріоло та Порто-Маргері бутилен-бутадієнової фракції перш за все вилучають бутадієн. Ще з 1973-го у Равенні працювала мала установка екстракції цього діолефіну потужністю 25 тисяч тонн на рік, а в 1989-му тут спорудили новий цех з показником у 115 тисяч тонн.
Суміш, що залишилась після вилучення бутадієну, носить у нафтохімії назву raffinate-1 та багата на ізобутилен. Останній використовують у Равенні для продукування високооктанових паливних присадок – метилтретинного бутилового етеру та етилтретинного бутилового етеру. Потужність равеннського майданчика в середині 2010-х  становила 140 тисяч тонн етерів на рік і могла бути збільшеною у 1,5 рази за наявності достатньої кількості фракції С4.
Також в Равенні з 2012 року може продукуватись 52 тисяч тонн бутену-1, котрий використовується як кополімер.